# فراکسیون مستقلان ولایی
فراکسیون مستقلین ولایی با نام پیشین فراکسیون اعتدال، یکی از فراکسیون‌های دهمین دوره مجلس شورای اسلامی بود که در ۱۶ خرداد ۱۳۹۵ اعلام موجودیت کرد.